# Bamingui (subprefektur)
Bamingui är en subprefektur i Centralafrikanska republiken.   Den ligger i prefekturen Bamingui-Bangoran, i den centrala delen av landet, 400 km norr om huvudstaden Bangui. Antalet invånare är 6 230.
I omgivningarna runt Bamingui växer huvudsakligen savannskog. Trakten runt Bamingui är nära nog obefolkad, med mindre än två invånare per kvadratkilometer.